# París-Roubaix 1922
La París-Roubaix 1922 fou la 23a edició de la París-Roubaix. La cursa es disputà el 16 d'abril de 1922 i fou guanyada pel belga Albert Dejonghe.

## Classificació final
|    | Ciclista          | Equip              | Temps |
| -- | ----------------- | ------------------ | ----- |
| 1  | Albert Dejonghe   | -                  |       |
| 2  | Jean Rossius      | La Française       |       |
| 3  | Émile Masson      | Alcyon             |       |
| 4  | Paul Deman        | Automoto - Russell |       |
| 5  | Charles Lacquehay | -                  |       |
| 6  | Gaetano Belloni   | Bianchi - Salga    |       |
| 7  | Alfons van Hecke  | JB Louvet - Soly   |       |
| 8  | Léon Scieur       | La Française       |       |
| 9  | Marcel Gobillot   | -                  |       |
| 10 | Henri Pélissier   | Automoto - Russell |       |